# Bucherer
Bucherer es una empresa de venta minorista de relojes y joyas fundada por Carl-Friedrich Bucherer en Lucerna (Suiza), en 1888. Históricamente, ha estado asociada con la empresa de productos de lujo Richemont en varios países, y empezó a distribuir relojes Rolex en 1924. En 2023 se convirtió en el mayor distribuidor de productos de la famosa marca ginebrina, año en el que la compañía fue comprada por Rolex.
En 2024, la marca operaba cerca de cien puntos de venta, incluidas quince tiendas en Suiza, trece en Alemania, cuatro en Londres, tres en Copenhague, una considerada tienda insignia en Viena, una en París en el distrito 9 y una en Nueva York. Bucherer está considerado por los especialistas del mundo de la relojería como el mayor distribuidor de relojes y joyas del mundo.
Además de Rolex, la compañía comercializa también las marcas Carl F. Bucherer, Baume & Mercier, Blancpain, Breguet, Cartier, Chopard, Girard-Perregaux, Jaeger-LeCoultre, Longines, Oris, Panerai, Piaget, Rado, Roger Dubuis, TAG Heuer, Tissot, Tudor, Ulysse Nardin, y Vacheron Constantin.

## Primeras décadas del siglo XXI y adquisición por Rolex

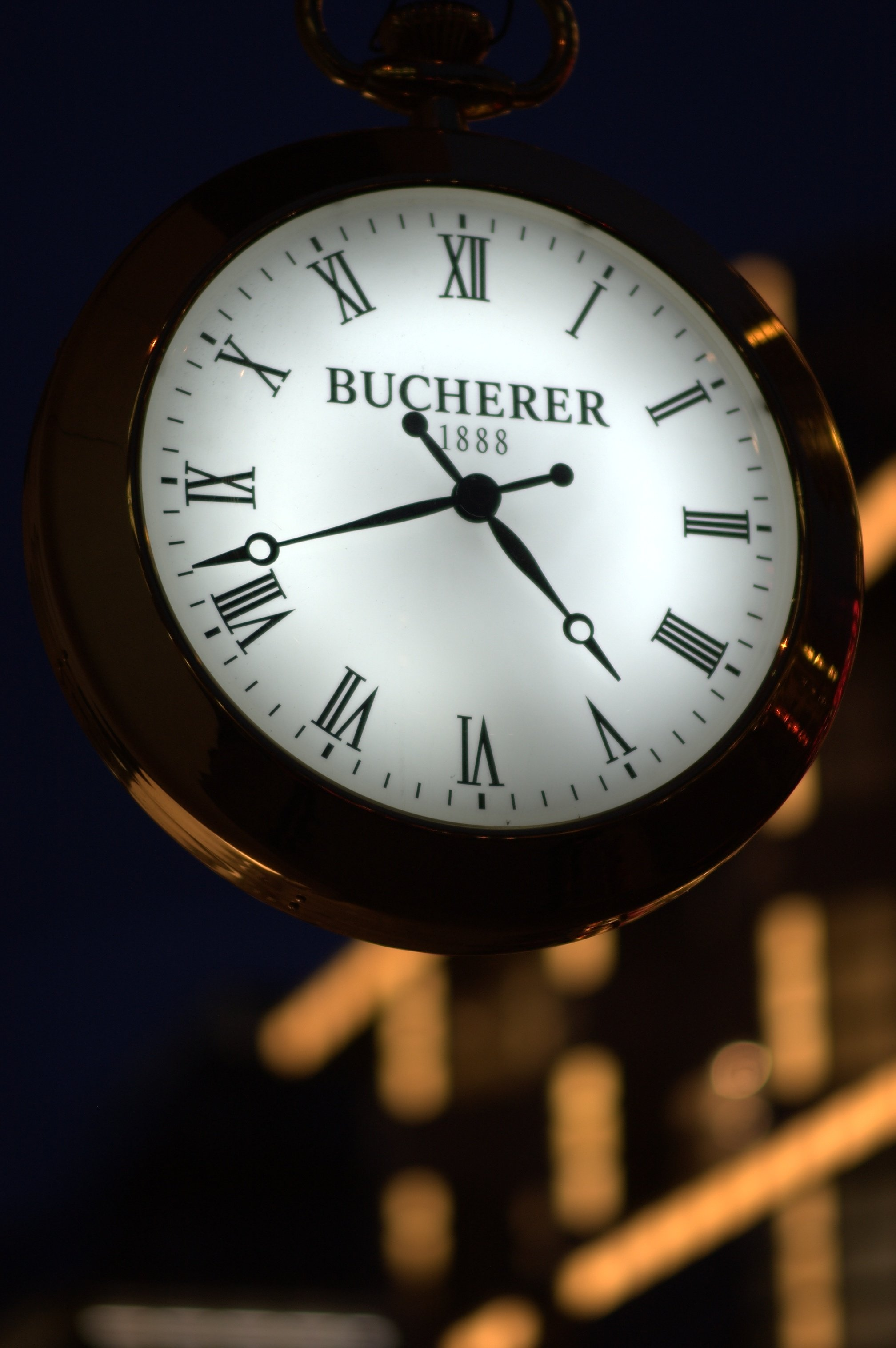
Reloj publicitario de Bucherer en Berlín

En 2012, Nathalie Célia se convirtió en directora general de la empresa.
En 2013, el grupo inauguró la tienda de relojes de lujo más grande del mundo en París (de tres plantas), cerca de la Ópera, en el número 12 del bulevar des Capucines. El edificio es propiedad del grupo relojero Richemont.
Desde 2014, Bucherer presenta el premio Reloj del Año, como parte del Bucherer Watch Award.
En 2017 anunció la adquisición del distribuidor británico de relojes de lujo en Gran Bretaña The Watch Gallery, y se hizo cargo de seis boutiques de venta en Londres.
A principios de 2018, compró el grupo relojero estadounidense Tourneau y sus 28 puntos de venta repartidos en los diez estados, en los que este grupo estaba presente.
En 2018, empleaba a 2400 personas en su red de distribución, y en mayo de 2020 compró al grupo de joyerías Carat los ocho locales de las joyerías Kurz, junto con su plantilla, es decir, 130 empleados y directivos.
El 12 de agosto de 2020, el Grupo Bucherer anunció que estaban previstos 370 despidos en su plantilla de 2.400 trabajadores de todo el mundo debido a la pandemia de COVID-19, y que en concreto se eliminarían 220 puestos de trabajo en Suiza.
En 2023, el grupo empleará a algo más de 2.000 personas en las distintas sedes donde está presente, es decir, cerca de 100 en Europa y Estados Unidos. Su facturación se estimaba en 2022 en unos 2.500 millones de francos suizos.
El 25 de agosto de 2023, Rolex, que según estimaciones del banco de inversión Morgan Stanley y de la sociedad de investigación Luxe Conslut, habría vendido más de 1,2 millones de relojes en 2022 con una facturación de 9.300 millones de francos suizos (empleaba a 9.000 personas en Suiza. y a más de 14.000 en todo el mundo) anunció en un comunicado de prensa la compra de Bucherer. El importe de esta compra no fue comunicado ni por Rolex, que compró el grupo de Lucerna, ni por la sociedad adquirida. Sin embargo, el sitio de internet suizo de información económica y social precisa "pme.ch" valoró el 31 de octubre de 2023 la compra del grupo Bucherer en 3.000 millones de francos suizos. Según un estudio de Morgan Stanley, Bucherer aporta alrededor del 10 % del volumen de negocios anual de Rolex.
El 6 de noviembre de 2023 falleció, sin descendencia, a la edad de 87 años, el promotor de la venta del grupo Bucherer al grupo Rolex, Jörg G. Bucherer, sin descendencia. Su fortuna personal fue estimada el día después de su muerte por un periodista suizo en el sitio "watchtime.net" en más de 2.200 millones de francos suizos.